# FC Germania 01 Bonn
FC Germania 01 Bonn was een Duitse voetbalclub uit Bonn, Noordrijn-Westfalen.

## Geschiedenis
De club werd opgericht in 1901 en sloot zich aan bij de West-Duitse voetbalbond. Germania ging in de competitie van Zuidrijn spelen. In 1911 promoveerde de club voor het eerst naar de hoogste klasse en eindigde zesde op acht clubs. In 1912/13 werd Germania laatste en degradeerde. Hierna slaagde de club er niet meer in te promoveren.
In 1922 fuseerde de club met de grote stadsrivaal Bonner FV, oorspronkelijk zou de fusieclub Bonner Sport-Verein heten maar dat stootte op groot verzet bij de leden van BFV. De officiële naam van de club werd Vereinigter B.F.V. und F.C. Germania, maar in de praktijk werd het meestal Bonner FV 01.